# 桂二豆
桂 二豆（かつら にまめ、1994年6月1日 - ）は、日本の落語家。兵庫県芦屋市出身、京都府 京都市在住。

## 来歴
1994年(平成6年)6月1日、兵庫県芦屋市に生まれる。
2007年 関西学院中学部・高等部に入学。同校は中高大の一貫教育校であり、2013年には
関西学院大学 文学部に進学。西洋史学を専修、2017年卒業。
2017年（平成29年）5月18日、桂米二に入門。同年7月19日、太融寺「桂米二不定期落語会」にて初舞台。演目は「子ほめ」。
2020年5月18日、3年間の修業を終えて年季明けした。現在、主な勉強会として「にまめのこまめ」「蓮池院落語会」を主催。
2023年8月29日、公推協杯全国若手落語家選手権の大阪予選枠に選出される。